# Alexander Wladimirowitsch Tretjakow (Ringer)
Alexander Wladimirowitsch Tretjakow (russisch Александр Владимирович Третьяков; * 1. Oktober 1972 in Perm) ist ein ehemaliger russischer Ringer im griechisch-römischen Stil. In seiner internationalen Karriere, die von 1992 bis 1999 reichte, wurde er zweimal Europameister und 1998 Weltmeister.
1996 trat Tretjakow bei den Olympischen Sommerspielen in Atlanta an, er gewann nach einer 0:8-Niederlage gegen Ghani Yalouz und sechs Siegen infolge unter anderem über Rustam Adschy, Ukraine (3:1), Waleri Nikitin, Estland (4:0) und Kamandar Madschidow, Belarus (4:0) die Bronzemedaille.
Bei den Europameisterschaften 1997 in Kouvola besiegte er alle seine Gegner, zu denen auch Ender Memet, Adam Juretzko (4:0) und giorgi Dschintschwelaschwili (13:3) aus Georgien gehörten und wurde somit Europameister. Bei der Weltmeisterschaft im selben Jahr musste er nach Siegen über Waleri Nikitin (3:0), Roustam Adzhi (2:0) und Bisser Georgiew aus Bulgarien (3:1) den Südkoreaner Son Sang-pil mit 1:6 den Vortritt lassen.
1998 stand er bei den Weltmeisterschaften in Gävle wieder auf der Ringermatte; nachdem er schon im selben Jahr Europameister geworden war, wurde er nun Weltmeister. Er besiegte Rustam Adschy, Waleri Nikitin, Witali Zhuk aus Belarus, Bisser Georgiew und im Finale Csaba Hirbik bedenkenswert knapp.
Zum Abschluss seiner internationalen Laufbahn reiste er noch nach Athen zu den Weltmeisterschaften. Er besiegte den Olympiasieger Ryszard Wolny mit 1:0. Des Weiteren gewann er gegen den Schweden Mattias Schoberg, Peter Bielesz aus Tschechien, Ghani Yalouz und Wladimir Kopytow und musste sich im Endkampf Son Sang-pil mit 0:4 geschlagen geben.
Er trat stets im griechisch-römischen Stil in der Klasse bis 68, später bis 69 Kilogramm an.

## Erfolge
- 1992, 1. Platz, EM der Espoirs in Székesfehérvár/Ungarn, vor Rustam Adschy, Ukraine, Bisser Georgiew, Bulgarien und Marko Yli-Hannuksela, Finnland
- 1995, 1. Platz, Weltmilitärspiele, vor Rodney Smith, USA und Adam Juretzko, Deutschland
- 1995, 2. Platz, World Cup, hinter Liubal Colas Oris, Kuba und vor Adam Juretzko und Jannis Zamanduridis, beide Deutschland
- 1996, 2. Platz, EM in Budapest, hinter Attila Repka, Ungarn und vor Ghani Yalouz, Frankreich, Waleri Nikitin, Estland und Marko Yli-Hannuksela
- 1996, Bronzemedaille, OS in Atlanta, hinter Ryszard Wolny, Polen und Ghani Yalouz
- 1996, 3. Platz, World Cup in Colorado Springs, hinter Son Sang-pil, Südkorea und Liubal Colas Oris
- 1997, 1. Platz, EM in Kouvola/Finnland, vor giorgi Dschintschwelaschwili, Georgien, Rustam Adschy, Marko Yli-Hannuksela und Adam Juretzko
- 1997, 2. Platz, WM in Breslau, hinter Son Sang-pil und vor Ender Memet, Türkei, Bisser Georgiew und Adam Juretzko
- 1998, 1. Platz, EM in Minsk, vor Wladimir Kopytow, Belarus, Adam Juretzko und Rustam Adschy
- 1998, 1. Platz, WM in Gävle, vor Csaba Hirbik, Ungarn, Son Sang-pil und Bisser Georgiew
- 1999, 2. Platz, WM in Athen, hinter Son Sang-pil und vor Wladimir Kopytow, Csaba Hirbik, Ghani Yalouz und Liubal Colas Oris